# Jüdischer Friedhof (Volyně)
Koordinaten: 49° 10′ 2,6″ N, 13° 52′ 51,7″ O

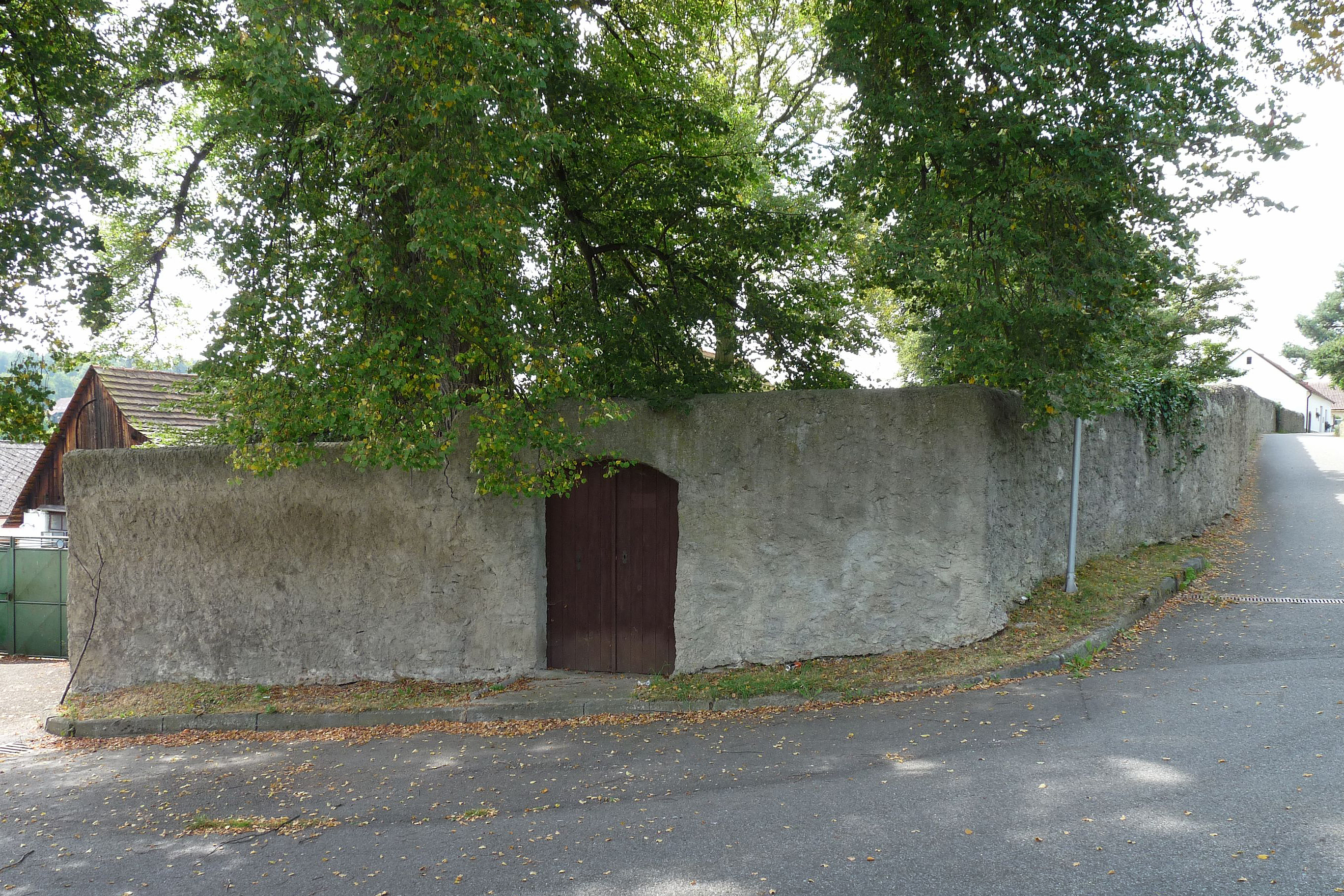
Eingang zum jüdischen Friedhof in Volyně

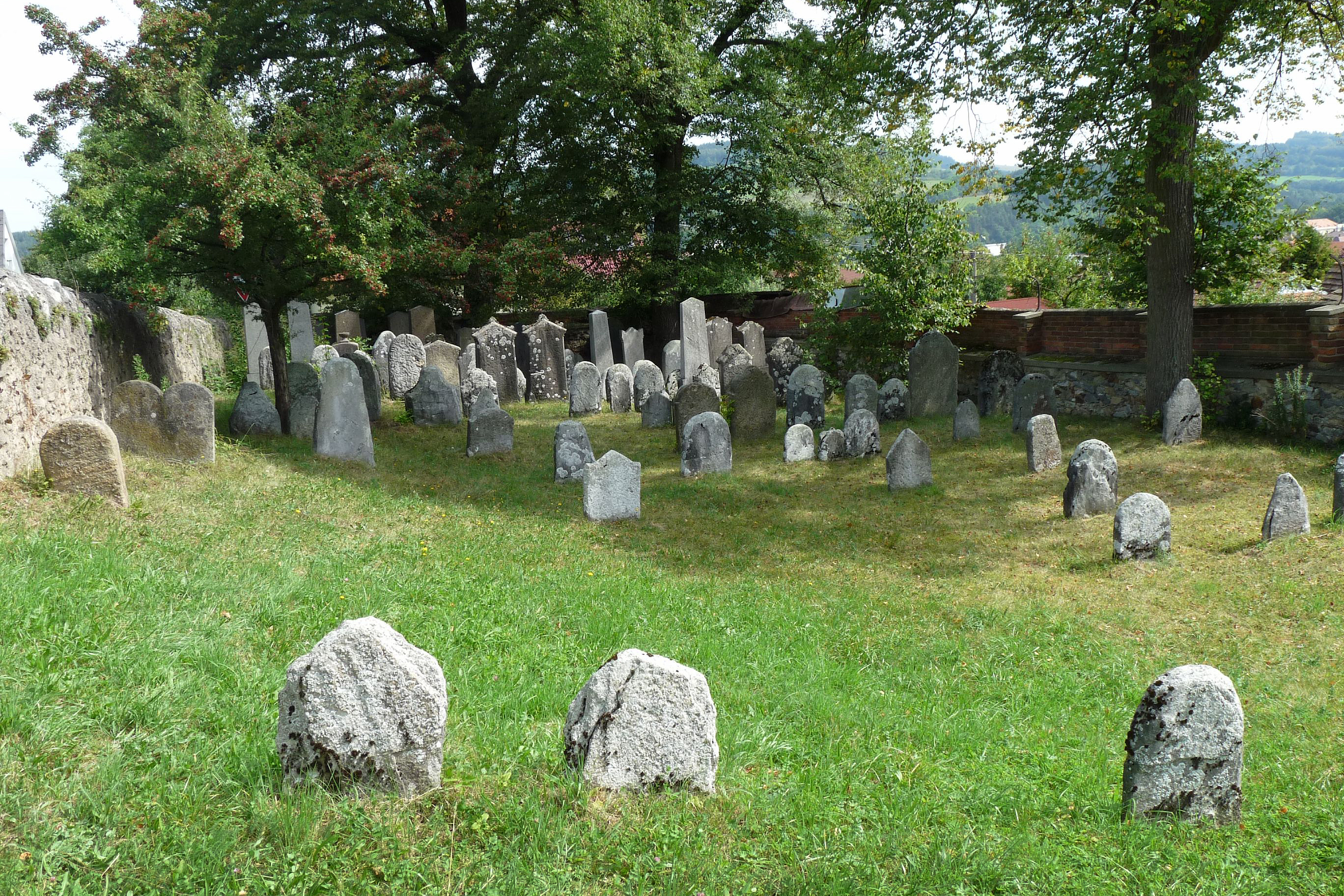
Grabsteine

Der Jüdische Friedhof Volyně befindet sich in Volyně (deutsch Wolin), einer tschechischen Stadt im Okres Strakonice der Südböhmischen Region. Der Friedhof liegt auf dem Berg Děkanský kopec, er wurde im 17. Jahrhundert errichtet und ist seit 1988 ein geschütztes Kulturdenkmal.
Auf dem gut erhaltenen Friedhof befinden sich zahlreiche Grabsteine im Stil der Renaissance, des Barocks und des Klassizismus, die ältesten bis zu 300 Jahre alt.